# Littorophiloscia tominensis
Littorophiloscia tominensis là một loài chân đều trong họ Philosciidae. Loài này được Taiti, Ferrara & Kwon miêu tả khoa học năm 1992.